# Saint-Pierre-Colamine
Saint-Pierre-Colamine település Franciaországban, Puy-de-Dôme megyében. Lakosainak száma 248 fő (2022. január 1.). Saint-Pierre-Colamine Besse-et-Saint-Anastaise, Saint-Diéry és Valbeleix községekkel határos.

## Népesség
A település népessége az elmúlt években az alábbi módon változott:
| Lakosok száma | 240  | 250  | 254  | 249  | 248  | 250  | 250  | 248  | 248  |
|               | 2013 | 2015 | 2016 | 2017 | 2018 | 2019 | 2020 | 2021 | 2022 |